# حاجي شريعة الله
حاجي شريعة الله (1781 – 1840) مصلح إسلامي بارز في شبه القارة الهندية خلال فترة الهند البريطانية. معروف بتأسيسه لحركة الفرائضية.

## مسيرته
وُلد سنة 1781 لأب يعمل مزارعا. كان عمره ثماني سنوات عندما توفي والده. بعد ذلك، رعاه عمه. تعلم العربية والفارسية، وهو ما سمح له لاحقًا بتطوير فهم شامل للقرآن. استغرق الأمر منه عامين ليُصبح بارعا في هاتين اللغتين.
بعد ذلك، اتجه نحو مرشد أباد لمقابلة عم آخر، وهو مسؤول في محكمة منطقة مرشد أباد. واصل تحسين كفاءته في اللغتين خلال الإثني عشر شهرًا التي قضاها مع عمه. كان منزعجًا من الحكم البريطاني لدرجة أنه اتخذ قرارًا بالهجرة إلى المملكة العربية السعودية، فتوجه إلى مكة المكرمة والمدينة المنورة. استمرت إقامته في مكة حتى عام 1818 وعززت بشكل كبير من معرفته بالإسلام.
بعد أن عمّق حاجي من معلوماته عن الإسلام، انتقل إلى بلده الأصلي للدعوة. وجد هناك العديد من الممارسات التي كانت إما خرافية أو متأثرة بالمعتقدات الهندوسية. كان الوضع مقلقًا للغاية بالنسبة له لأنه كان يعتقد اعتقادا راسخا أن حالة المسلمين الحالية كانت «غير إسلامية.» ولدى عودته، لوحظ إطلاقه للحيته (سنة في الإسلام)، وكان يرتدي عمامة، ما دلّ على التزامه القوي بجميع تعاليم الإسلام الأصيلة. كان هناك تغيير غير متوقع لدرجة أنه عندما زار منزل عمه عظيم الدين لأول مرة، لم يتمكن أحد من التعرف عليه. توفي عمه بعد وقت قصير من وصوله وطلب منه أن يعتني بأسرته لأنه ليس لديه وريث ذكر. كان يُوجه السكان المحليين المسلمين إلى ما يعتقد أنه الطريق الصحيح للإسلام، فأسّس بذلك حركة الفرائضية، التي حثّت المسلمين في الهند على على الكفاح والاحتجاج ضد الإنجليز.
اعتقد حاجي شريعة الله أن الممارسات الخرافية للهندوسية قد تسربت إلى التقاليد الإسلامية وأدت إلى ضلال المسلمين. لذلك أراد للمسلمين أن يركزوا على تعاليم الإسلام بطريقة صارمة للغاية، حيث كرّس حياته في نشر رسالة حركة الفرائضية.
ويُنظر إلى أن هناك تداخل كبير لأفكاره مع معتقدات الوهابية، وما زالت حركته تحظى بشعبية كبيرة حتى الآن.